# Сюй Юньлун
Сюй Юньлун ((спрощ.: 徐云龙; кит. трад.: 徐雲龍; піньїнь: Xú Yúnlóng), нар. 17 лютого 1979, Пекін) — китайський футболіст, що грав на позиції захисника.
Виступав, зокрема, за клуб «Бейцзін Гоань», а також національну збірну Китаю.

## Клубна кар'єра
Народився 17 лютого 1979 року в місті Пекін. Вихованець юнацьких команд футбольних клубів «Бейцзін Янг» та «Бейцзін Вікторі».
У дорослому футболі дебютував 1999 року виступами за команду клубу «Бейцзін Гоань», кольори якої і захищав протягом усієї своєї кар'єри гравця, що тривала цілих дев'ятнадцять років. Протягом цього часу зарекомендував себе як універсальний гравець, який може зіграти на будь-якій позиції на футбольному полі. У сезоні 2000 року завдяки своїй швидкості почав використовуватися на позиції правого захисника, але через декілька сезонів його все частіше почали використовувати на позиції центрального захисника. Більшість часу, проведеного у складі «Бейцзін Гоань», був основним гравцем захисту команди. Показником його значимості в команді стало те, що в сезоні 2008 року він став віце-капітаном клубом, а в чемпіонському сезоні 2009 року став капітаном команди.
26 лютого 2017 року Сюй завершив кар'єру футболіста й став комерційним директором «Бейцзін Гоань»

## Виступи за збірну
25 травня 2000 року дебютував у складі національної збірної Китаю у програному (0:2) матчі проти Югославії. Під керівництвом Бори Мілутіновича кар'єра Сюя Юньлуна розпочалася з витіснення з позиції правого захисника Сюнь Джихая на кубку Азії з футболу 2000 року. Проте через травму він був змушений пропустити його, а Сюнь зміг замінити Сюя й продемонстрував хорошу форму, завдяки чому зміг отримати виклик на чемпіонату світу 2002 року. Протягом кар'єри у національній команді, яка тривала 9 років, провів у формі головної команди країни 72 матчі, забивши 7 м'ячів.
У складі збірної був учасником кубка Азії з футболу 2000 року у Лівані, чемпіонату світу 2002 року в Японії і Південній Кореї, кубка Азії з футболу 2004 року у Китаї, де разом з командою здобув «срібло».

## Клубна статистика
Станом на 30 жовтня 2016
| Клубні виступи    | Клубні виступи    | Клубні виступи       | Ліга  | Ліга | Кубок       | Кубок       | Кубок ліги      | Кубок ліги      | Континентальні | Континентальні | Інші  | Інші  | Загалом | Загалом |
| Сезон             | Клуб              | Ліга                 | Матчі | Голи | Матчі       | Голи        | Матчі           | Голи            | Матчі          | Голи           | Матчі | Голи  | Матчі   | Голи    |
| КНР               | КНР               | КНР                  | Ліга  | Ліга | Кубок Китаю | Кубок Китаю | Кубок Суперліги | Кубок Суперліги | Азія           | Азія           | Інші1 | Інші1 | Загалом | Загалом |
| ----------------- | ----------------- | -------------------- | ----- | ---- | ----------- | ----------- | --------------- | --------------- | -------------- | -------------- | ----- | ----- | ------- | ------- |
| 1999              | Бейцзін Гоань     | Китайська Джі-А Ліга | 13    | 0    |             | 1           | -               | -               | -              | -              | -     | -     | 13      | 0       |
| 2000              | Бейцзін Гоань     | Китайська Джі-А Ліга | 21    | 2    | 8           | 2           | -               | -               | -              | -              | -     | -     | 29      | 4       |
| 2001              | Бейцзін Гоань     | Китайська Джі-А Ліга | 17    | 2    | 2           | 1           | -               | -               | -              | -              | -     | -     | 19      | 3       |
| 2002              | Бейцзін Гоань     | Китайська Джі-А Ліга | 28    | 8    | 0           | 0           | -               | -               | -              | -              | -     | -     | 28      | 8       |
| 2003              | Бейцзін Гоань     | Китайська Джі-А Ліга | 21    | 3    | 6           | 3           | -               | -               | -              | -              | -     | -     | 27      | 6       |
| 2004              | Бейцзін Гоань     | Китайська Суперліга  | 22    | 2    | 2           | 0           | 0               | 0               | -              | -              | 1     | 1     | 25      | 3       |
| 2005              | Бейцзін Гоань     | Китайська Суперліга  | 26    | 5    | 4           | 2           | 4               | 1               | -              | -              | -     | -     | 34      | 8       |
| 2006              | Бейцзін Гоань     | Китайська Суперліга  | 27    | 1    | 1           | 0           | -               | -               | -              | -              | -     | -     | 28      | 1       |
| 2007              | Бейцзін Гоань     | Китайська Суперліга  | 26    | 1    | -           | -           | -               | -               | -              | -              | -     | -     | 26      | 1       |
| 2008              | Бейцзін Гоань     | Китайська Суперліга  | 27    | 0    | -           | -           | -               | -               | 4              | 0              | -     | -     | 31      | 0       |
| 2009              | Бейцзін Гоань     | Китайська Суперліга  | 24    | 1    | -           | -           | -               | -               | 5              | 0              | -     | -     | 29      | 1       |
| 2010              | Бейцзін Гоань     | Китайська Суперліга  | 25    | 1    | -           | -           | -               | -               | 7              | 0              | -     | -     | 32      | 1       |
| 2011              | Бейцзін Гоань     | Китайська Суперліга  | 24    | 0    | 2           | 0           | -               | -               | -              | -              | -     | -     | 26      | 0       |
| 2012              | Бейцзін Гоань     | Китайська Суперліга  | 29    | 1    | 2           | 0           | -               | -               | 4              | 0              | -     | -     | 35      | 1       |
| 2013              | Бейцзін Гоань     | Китайська Суперліга  | 27    | 0    | 3           | 1           | -               | -               | 7              | 0              | -     | -     | 37      | 1       |
| 2014              | Бейцзін Гоань     | Китайська Суперліга  | 26    | 1    | 3           | 0           | -               | -               | 6              | 0              | -     | -     | 35      | 1       |
| 2015              | Бейцзін Гоань     | Китайська Суперліга  | 24    | 0    | 0           | 0           | -               | -               | 7              | 0              | -     | -     | 31      | 0       |
| 2016              | Бейцзін Гоань     | Китайська Суперліга  | 8     | 0    | 2           | 0           | -               | -               | -              | -              | -     | -     | 10      | 0       |
| Усього за кар'єру | Усього за кар'єру | Усього за кар'єру    | 415   | 28   | 35          | 9           | 4               | 1               | 40             | 0              | 1     | 1     | 495     | 39      |

1Інші турніри включно з Суперкубком Китаю.

## Досягнення

### Клубні
Бейцзін Гоань
- Китайська Суперліга
  -  Чемпіон (1): 2009

- Кубок Китаю
  -  Володар (1): 2003

- Суперкубок Китаю
  -  Володар (1): 2003

### Міжнародні
національна збірна Китаю
- Кубок Східної Азії
  -  Володар (1): 2005

- Срібний призер Кубка Азії: 2004

### Індивідуальні
Потрапляння до Команди року Китайської Суперліги: 2003, 2006, 2007, 2009. 2013, 2014, 2015